# Агглютиногены

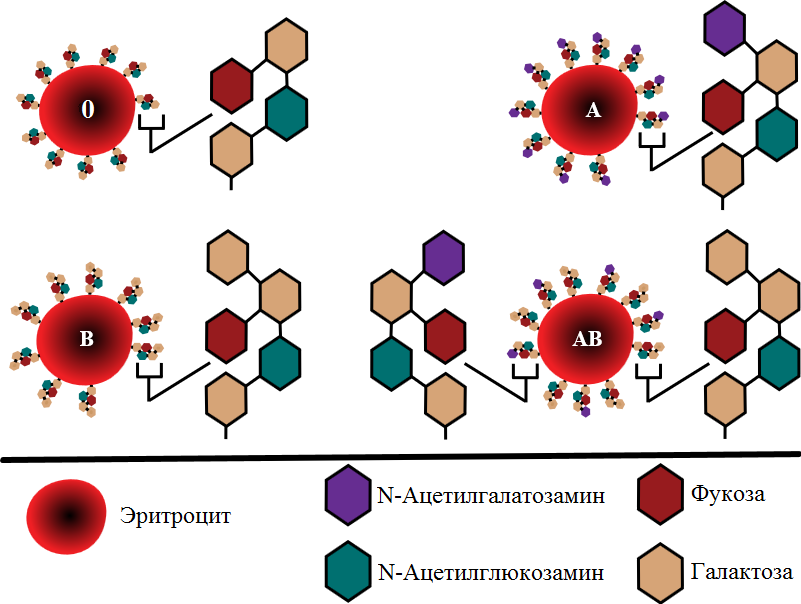
Структура олигосахаридов H-антигена, отвечающего за группы крови системы АВ0

Агглютиногены (лат. agglutinare — «приклеивать» и греч. γεννάω — «порождать») — антигены, вызывающие в организме образование агглютининов (аллоантител).
Агглютиногены содержатся в клетках (например, на мембране эритроцитов человека) и обозначаются прописными латинскими буквами А и В. У одних людей на эритроцитах имеется агглютиноген-А, у других — агглютиноген-В, у третьих — агглютиноген-А и агглютиноген-В, у четвёртых они вообще отсутствуют (0). По системе АВ0, занимающей в исследованиях группы крови основное место, у людей выделяют четыре основные группы: 0 (I), Α (ΙΙ), Β (ІІІ) и ΑΒ (ІV).

## Характеристика четырех групп крови
Реакция изоагглютинации, положенная в основу деления людей по группам крови, рассматривается как иммунная реакция, а агглютинационные свойства эритроцитов — как антигены, которые имеют в сыворотке соответствующие антитела. На эритроцитах содержатся агглютиногены, а в сыворотке — агглютинины. Реакция агглютинации наступает тогда, когда агглютиноген, находящийся в эритроцитах, встречает в сыворотке соответствующий агглютинин. Существует два агглютиногена, обозначаемых (А и В), и соответственно этому — два агглютинина: (анти-А и анти-В), которые для краткости обозначены (α- и β-).
На эритроцитах агглютиногены могут быть по одному или оба вместе, или отсутствовать совершенно; точно также соответственно этому и в сыворотке агглютинины могут быть по одному или оба вместе, или отсутствовать. Благодаря указанному распределению агглютиногенов можно выделить четыре группы крови, которые имеют следующие формулы: 0 (I) αβ, Α (ΙΙ) β, Β (ІІІ) α, ΑΒ (ІV) о
Агглютинация наступает тогда, когда агглютиноген-А встречается с α-агглютинином, агглютиноген-В — с β-агглютинином.

### Группа0 (I) αβ
Эритроциты этой группы не содержат агглютиногенов А и В и, следовательно, не дают реакции агглютинации ни с какими сыворотками крови человека, так как отсутствует один из компонентов этой реакции. Сыворотка же, имея оба агглютинина, агглютинирует эритроциты всех прочих групп, потому что их эритроциты всегда содержат тот или иной агглютиноген.

### ГруппаΑΒ (IV) о
Эритроциты этой группы содержат оба агглютиногена и поэтому способны давать агглютинацию с сыворотками всех остальных групп, а сыворотка не содержит никаких агглютининов и с эритроцитами человека, реакции агглютинации давать не может. Таким образом, группа 0 и группа АВ по своим свойствам являются диаметрально противоположными.

### ГруппыA (II) βиB (III) α
Группы A (II) β и B (III) α являются взаимно агглютинирующимися, то есть сыворотка одной группы дает реакцию агглютинации с эритроцитами другой. Кроме того, эти группы находятся в определенных вышеуказанных соотношениях с группами 0 (I) αβ и AB (IV) о; эритроциты группы A (II) β и Β (III) α агглютинируются сывороткой группы 0 (I) αβ, а сыворотки A (II) β и Β (III) α дают агглютинацию с эритроцитами группы AB(IV).